# Hogna morosina
Hogna morosina är en spindelart som först beskrevs av Banks 1909.  Hogna morosina ingår i släktet Hogna och familjen vargspindlar.
Artens utbredningsområde är Costa Rica. Inga underarter finns listade i Catalogue of Life.